# Franck Rizzetto
‌
Franck Rizzetto est un footballeur puis entraîneur français né le 29 mars 1971 à Périgueux. Il évolue au poste de milieu de terrain offensif de la fin des années 1980 au début des années 2000 avant de devenir entraîneur.

## Biographie

### Joueur
Formé au Montpellier HSC, il évolue ensuite à l'Olympique d'Alès, au FC Metz, au Nîmes Olympique et à l'AS Cannes.
En fin de carrière de professionnelle, il s'engage avec le Rodez AF d'abord en tant que simple joueur (2003-2005), puis entraîneur-joueur (2005-2007) et enfin entraîneur à temps complet (2007-2011). Il quitte le club ruthénois pour diriger la réserve du Paris Saint Germain de 2011 à 2013, date à laquelle il devient l'entraîneur du Vendée les Herbiers Football, club qu'il quitte en 2016. Il devient ensuite l'adjoint de Michel Der Zakarian au Stade de Reims puis au Montpellier HSC ainsi qu'au Stade brestois 29 avant de retourner avec lui au Montpellier HSC.

### Entraîneur
Il quitte le Rodez AF en fin de saison 2011 sur une relégation en CFA et s'engage alors au Paris SG pour diriger l'équipe réserve à la suite de Bertrand Reuzeau.
Après deux saisons au club parisien, il prend la suite de Thomas Fernandez au Vendée les Herbiers Football (CFA).Il fait monter le club en National en 2015 avant de le quitter en 2016. Il devient par la suite adjoint de Michel Der Zakarian à Reims, à Montpellier et à Brest.
Le 18 janvier 2025, il est nommé entraineur principal du GF38 en Ligue 2.

## Statistiques

### Statistiques de joueur
| Saison                | Club                    | Championnat           | Championnat | Championnat | Coupe nationale | Coupe nationale | Coupe de la Ligue | Coupe de la Ligue | Compétition(s) continentale(s) | Compétition(s) continentale(s) | Compétition(s) continentale(s) | Total | Total |
| Saison                | Club                    | Division              | M.          | B.          | M.              | B.              | M.                | B.                | Comp.                          | M.                             | B.                             | M.    | B.    |
| 1989-1990             | Montpellier HSC         | D1                    | 1           | 0           | -               | -               | -                 | -                 | -                              | -                              | -                              | 1     | 0     |
| 1990-1991             | Montpellier HSC         | D1                    | -           | -           | -               | -               | -                 | -                 | C2                             | 1                              | 0                              | 1     | 0     |
| Sous-total            | Sous-total              | Sous-total            | 1           | 0           | 0               | 0               | 0                 | 0                 | -                              | 1                              | 0                              | 2     | 0     |
| 1991-1992             | Olympique d'Alès (prêt) | D2                    | 33          | 2           | 1               | 0               | -                 | -                 | -                              | -                              | -                              | 34    | 2     |
| Sous-total            | Sous-total              | Sous-total            | 33          | 2           | 1               | 0               | 0                 | 0                 | -                              | 0                              | 0                              | 34    | 2     |
| 1992-1993             | Montpellier HSC         | D1                    | 12          | 0           | -               | -               | -                 | -                 | -                              | -                              | -                              | 12    | 0     |
| 1993-1994             | Montpellier HSC         | D1                    | 25          | 2           | 6               | 0               | -                 | -                 | -                              | -                              | -                              | 31    | 2     |
| 1994-1995             | Montpellier HSC         | D1                    | 36          | 4           | 3               | 0               | 4                 | 0                 | -                              | -                              | -                              | 43    | 4     |
| 1995-1996             | Montpellier HSC         | D1                    | 35          | 2           | 5               | 1               | -                 | -                 | -                              | -                              | -                              | 40    | 3     |
| 1996-1997             | Montpellier HSC         | D1                    | 25          | 1           | 5               | 0               | 4                 | 0                 | C3                             | 1                              | 0                              | 35    | 1     |
| 1997-1998             | Montpellier HSC         | D1                    | 28          | 2           | 2               | 1               | 2                 | 0                 | CI                             | 8                              | 0                              | 40    | 3     |
| Sous-total            | Sous-total              | Sous-total            | 161         | 11          | 21              | 2               | 10                | 0                 | -                              | 9                              | 0                              | 201   | 13    |
| 1998-1999             | FC Metz                 | D1                    | 28          | 1           | -               | -               | 4                 | 0                 | C3                             | 3                              | 0                              | 35    | 1     |
| 1999-2000             | FC Metz                 | D1                    | 14          | 0           | -               | -               | 3                 | 0                 | CI                             | 3                              | 0                              | 20    | 0     |
| Sous-total            | Sous-total              | Sous-total            | 42          | 1           | 0               | 0               | 7                 | 0                 | -                              | 6                              | 0                              | 55    | 1     |
| 2000-2001             | Nîmes Olympique         | D2                    | 34          | 4           | 1               | 0               | 1                 | 0                 | -                              | -                              | -                              | 36    | 4     |
| 2001-2002             | Nîmes Olympique         | D2                    | 32          | 2           | 3               | 0               | 2                 | 0                 | -                              | -                              | -                              | 37    | 2     |
| Sous-total            | Sous-total              | Sous-total            | 66          | 6           | 4               | 0               | 3                 | 0                 | -                              | 0                              | 0                              | 73    | 6     |
| 2002-2003             | AS Cannes               | National              | 12          | 0           | 2               | 0               | 1                 | 0                 | -                              | -                              | -                              | 15    | 0     |
| Sous-total            | Sous-total              | Sous-total            | 12          | 0           | 2               | 0               | 1                 | 0                 | -                              | 0                              | 0                              | 15    | 0     |
| 2003-2004             | Rodez AF                | CFA2                  | 18          | 6           | 1               | 1               | -                 | -                 | -                              | -                              | -                              | 19    | 7     |
| 2004-2005             | Rodez AF                | CFA                   | 33          | 8           | 3               | 2               | -                 | -                 | -                              | -                              | -                              | 36    | 10    |
| 2005-2006             | Rodez AF                | CFA                   | -           | -           | -               | -               | -                 | -                 | -                              | -                              | -                              | 0     | 0     |
| 2006-2007             | Rodez AF                | CFA                   | 24          | 6           | 2               | 1               | -                 | -                 | -                              | -                              | -                              | 26    | 7     |
| Sous-total            | Sous-total              | Sous-total            | 75          | 20          | 6               | 4               | 0                 | 0                 | -                              | 0                              | 0                              | 81    | 24    |
| Total sur la carrière | Total sur la carrière   | Total sur la carrière | 389         | 40          | 34              | 6               | 21                | 0                 | -                              | 16                             | 0                              | 460   | 46    |

### Statistiques d'entraîneur
| Équipe          | Division        | Pays   | Début | Fin   | Matchs | Matchs | Matchs | Matchs | Stats  | Stats  | Stats  |
| Équipe          | Division        | Pays   | Début | Fin   | J      | V      | N      | D      | Vic.%  | Nul.%  | Déf.%  |
| --------------- | --------------- | ------ | ----- | ----- | ------ | ------ | ------ | ------ | ------ | ------ | ------ |
| Rodez AF        | CFA et National | France | 2005  | 2007  | 222    | 85     | 49     | 88     | 38,3 % | 22,1 % | 39,6 % |
| Paris SG rés.   | CFA             | France | 2011  | 2013  | 68     | 18     | 25     | 25     | 26,4 % | 36,8 % | 36,8 % |
| Les Herbiers VF | CFA et National | France | 2013  | 2016  | 60     | 30     | 16     | 14     | 50 %   | 26,7 % | 23,3 % |
| Total           | Total           | Total  | Total | Total | 350    | 133    | 90     | 127    | 38 %   | 25,7 % | 36,6 % |

## Palmarès

### Joueur
- Finaliste de la Coupe de France en 1994 avec le Montpellier HSC
- Finaliste de la Coupe de la Ligue en 1994 avec le Montpellier HSC
- Finaliste de la Coupe de la Ligue en 1999 avec le FC Metz

### Entraîneur
- Vainqueur de groupe de CFA en 2007 avec le Rodez AF